# Luise Vogel
Luise Vogel (* 28. Januar 1897 in Eberbach; † 7. August 1993 in Schwäbisch Gmünd) war eine deutsche Germanistin, Deutschlehrerin, Dichterin und Essayistin.

## Leben
Luise Vogel studierte Germanistik, Religionsphilosophie und Geschichte an der Universität Heidelberg. Sie promovierte auch dort 1919, bereits mit 22 Jahren, über die direkte Rede in Erzählungen. Nachdem sie 1920 das Staatsexamen in Karlsruhe abgelegt hatte, arbeitete sie in den Jahren 1926–1934 an der Aufbauschule in Gotha. 1934 kehrte sie nach Baden zurück und arbeitete an den Gymnasien, zunächst in Mannheim, dann in Überlingen. 1944 wurde sie krankheitshalber frühpensioniert. Nachdem sie auf der Suche nach schwäbischen Kinderliedern für eine geplante Arbeit Schwäbisch Gmünd kennengelernt hatte, beschloss sie 1945 dorthin umzuziehen.
In Schwäbisch Gmünd nahm ihre literarische Tätigkeit zu. Sie gehörte vom Anfang an – 1953 – zu den Mitarbeitern der Gmünder Heimat- und Kulturzweimonatszeitschrift „einhorn“, die bis 1973 erschien und dann vom „einhorn-Jahrbuch“ ersetzt wurde. Sie schrieb für die Zeitschrift regelmäßig „geistvolle“ Essays. Darin erschienen auch immer wieder ihre Gedichte. Luise Vogel wurde Mitglied des Gmünder Literaturkreises 77. 1965 erschien ihre Gedichtauswahlsammlung Alles ist Gnade mit 40 Gedichten, die in der zweiten Auflage 1981 auf das Doppelte erweitert wurde. Einige ihrer Gedichte wurden von dem Komponisten Otto Stoll, mit dem sie jahrelang künstlerisch zusammenarbeitete, vertont. Luise Vogel schrieb außerdem ein Mysterienspiel, Elisabeth von Thüringen, das Otto Stoll zu einer fünfaktigen Oper erweiterte.
Ihre letzten Jahre verbrachte Luise Vogel im Pflegeheim St. Ludwig.
Luise Vogel vertrat eine religiös fundierte Dichtkunst. Ihre Gedichte zeichnet feine Empfindsamkeit aus.

## Veröffentlichungen
- Die Zeitwörter „sprechen“ und „sagen“ zur Einführung der direkten Rede im Neuhochdeutschen, o. O., o..J. (1920) (Dissertation Universität Heidelberg, 1919)
- Alles ist Gnade : Ausgewählte Gedichte, Schwäbisch Gmünd: Dietenberger 1965 (2., wesentlich erweiterte Auflage: Schwäbisch Gmünd: Einhorn-Verlag Dietenberger 1981, ISBN 3-921703-36-0)